# Murello
Murello là một đô thị tại tỉnh Cuneo trong vùng Piedmont của Italia, vị trí cách khoảng 35 km về phía nam của Torino và khoảng 40 km về phía bắc của Cuneo. Tại thời điểm ngày 31 tháng 12 năm 2004, đô thị này có dân số 904 người và diện tích 17,2 km².
Murello giáp các đô thị: Cavallerleone, Moretta, Polonghera, Racconigi, Ruffia và Villanova Solaro.